# Niophis rufula
Niophis rufula är en skalbaggsart som först beskrevs av Pierre Émile Gounelle 1909.  Niophis rufula ingår i släktet Niophis och familjen långhorningar.
Artens utbredningsområde är Paraguay. Inga underarter finns listade i Catalogue of Life.